# Megaselia camariana
Megaselia camariana är en tvåvingeart som först beskrevs av Charles Coquerel 1848.  Megaselia camariana ingår i släktet Megaselia och familjen puckelflugor.
Artens utbredningsområde är Madagaskar. Inga underarter finns listade i Catalogue of Life.